# クルド人民防衛隊

シリア内戦の戦況図
ロジャヴァ
シリア政府（アサド政権）
ヌスラ戦線
その他の反政府勢力
ISIL

クルド人民防衛隊（クルドじんみんぼうえいたい、クルド語: Yekîneyên Parastina Gel, 発音 [jɑkinæjen pɑrɑstinɑ gæl]、略称：YPG）は、クルド民主統一党（PYD）の武装部門である。
「シリアの反体制派組織の一つ」として括られることが多いが、イスラム過激派系の反体制派とは明確な敵対関係にある一方で、場合によってはアサド政権と協調し、その目的もアサド政権の打倒よりは自治権の拡大或いは独立と思われるため、「反体制派」というよりは「第三勢力」や「独立派」と呼称した方が正確である。
シリア北部のクルド人地域ロジャヴァを本拠とする。
YPGはシリア内戦 において、当初守勢を取り、ロジャヴァ地域を支配しようとする非クルド人集団に対してのみ闘っていた。後にYPGは、主にアラブ人が住むISISが支配する領域に進出し始めた（例えば2015年6月の国境の町Tell Abyadがそうである）。
状況や地域によってアサド政権と非イスラム過激派系の反体制派の双方と協調してきたYPGだが、2018年1月のトルコ軍のアフリーン侵攻に際し、反体制各派がトルコ軍と協調するか黙認する一方、YPGに支援要請を受けたアサド政権がこれに応じ援軍を派遣した事に加え、YPGの支援者であった欧米がトルコの侵攻を事実上黙認した事や、2018年12月にアメリカがシリアからの米軍撤退を発表した事が重なり、アサド政権との協調を強めた。
後に米軍の早期撤退が撤回されたことや、アサド政権との戦後交渉の不調、新型コロナウイルスの流行による勢力地域の固定化もあり、2020年現在は米軍の駐留を背景に勢力圏の維持を図りつつ、アサド政権との一定の協調関係も継続している。
人民保護部隊または人民防衛部隊などと訳されることもある。

## 沿革

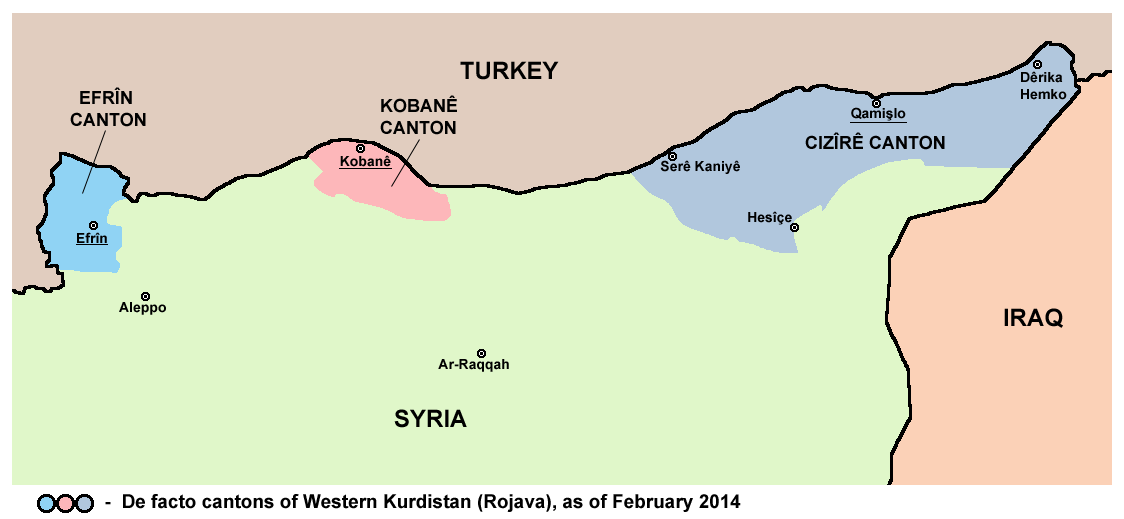
YPGが掌握しているロジャヴァ内の地域（2014年2月）

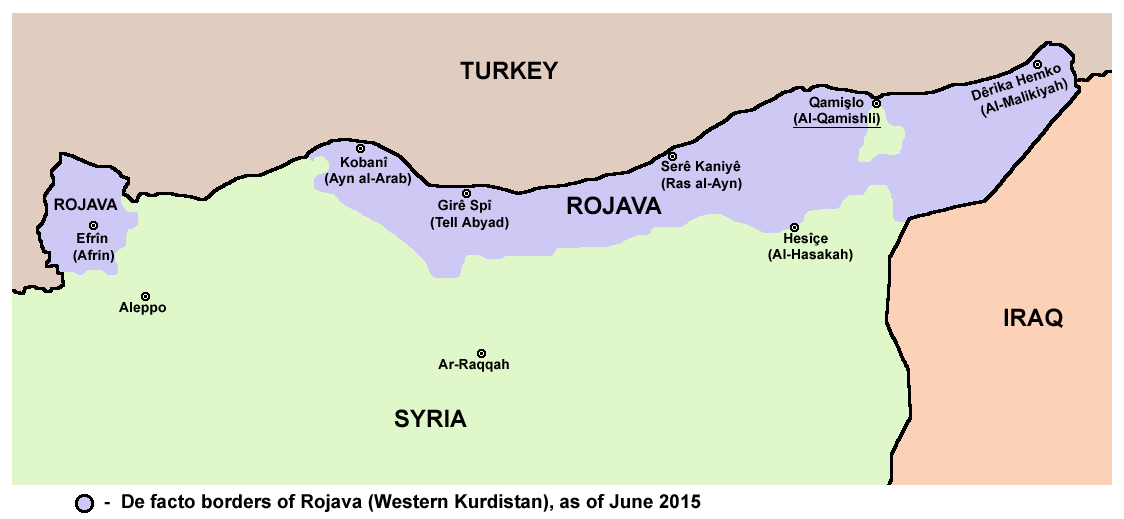
YPGが掌握しているロジャヴァ内の地域（2015年6月）

PYDは2004年アルカーミシュリー暴動の後にYPGを設立した 。PYDとクルド国民評議会（KNCによるエルビル合意への調印（2012年）の後、YPGはクルド最高委員会の名目的な指揮下に入った。

### コバニ制圧
2012年7月終わり、YPGは政府の治安部隊をコバニ市から追い出し、アムダ（Amuda）とアフリン（Afrin）を支配下に置いた。
2012年12月までにYPGは部隊を八個旅団まで拡張した。それらはアルカーミシュリー（Al-Qamishli）市と ラース・アル＝アイン市）、アフリン郡、アルマリキーヤ郡（Al-Malikiyah）とアルバーブ郡（Al-Bab）で結成された。
YPGがコバニからジハード主義者集団を追放して以来、YPGとイスラミストの間に衝突が増えた。

### ラース・アル＝アイン制圧
2012年11月、自由シリア軍がラース・アル＝アインを制圧。しかしクルド人、キリスト教徒が多数を占める同市ではアラブ人たる自由シリア軍の支配に反発が高まり、民衆と自由シリア軍が衝突する事態となった。一方YPGが「クルド人防衛」を名目としてラース・アル＝アインに侵攻し、自由シリア軍と交戦。2月末、停戦合意が交わされ、町の南地区をYPGが、北地区を自由シリア軍が支配する事となった。

### ティル・コチェル解放
2013年10月、YPGの戦士たちは、ISISとの激しい衝突の後、ロジャヴァにあるティル・コチェルの町を掌握した。
イラクのモースルと境を接しているティル・コチェルは、2013年10月23日に開始された「トゥルベスピイェ（Tırbespiyê）作戦」「ティル・エロ（Til Elo）殉教者作戦」の後取り戻された。
衝突は三日間続いた。YPGの戦士たちは5台の戦車を鹵獲し、続いて7つの村を掌握した。さらに10月24日夜間の大攻勢において2つの村とティル・コチェル国境検問所を掌握した。
PYDの指揮官サーレハ・ムスリムは、ステルク（Stêrk）テレビに対し次のように答えた。
またサーレハは、ティル・コチェル国境検問所は通商封鎖に対する、新しい貿易上の選択肢であると述べた。
2014年には、ラッカ県のイスラム国と闘うために、YPGはそれまで対立していた自由シリア軍と共闘関係となった。またYPGはFSA内の複数グループと、「ユーフラテスの火山」と称する作戦司令部を結成した。2015年2月には、レヴァント戦線とアレッポにおいて、司法協定を締結した。

### コバニ包囲戦

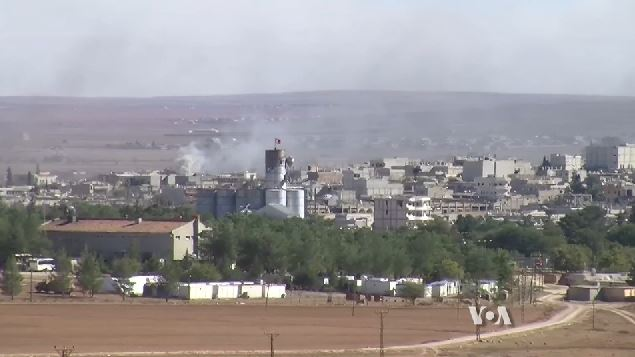
包囲下のコバニ

2014年1月27日にはシリアのクルディスタン（ロジャヴァ）のコバニ地区 (Kobanê Canton) が置かれコバニはその中心地となったが、周囲ではサラフィー・ジハード主義武装勢力ISILの攻勢が始まり、7月2日にはコバニと周囲の農村に対する本格的な攻撃が始まった。2014年9月16日にはISILによる西側と南側からの包囲戦（コバニ包囲戦）が再開され、多くの避難民が出て国際社会による注目が集まった。10月には防衛線があちこちで破られ市街地の多くをISILが掌握した。クルド勢力の中心の一つがISILにより陥落する寸前となり、残っている住民や兵士に対する虐殺の恐れもあるため、アメリカ合衆国を主とする多国籍軍による空爆が行われクルド人への支援が集まった。2015年1月27日、クルド勢力は市街地を完全に奪還した。

### アレッポの戦い

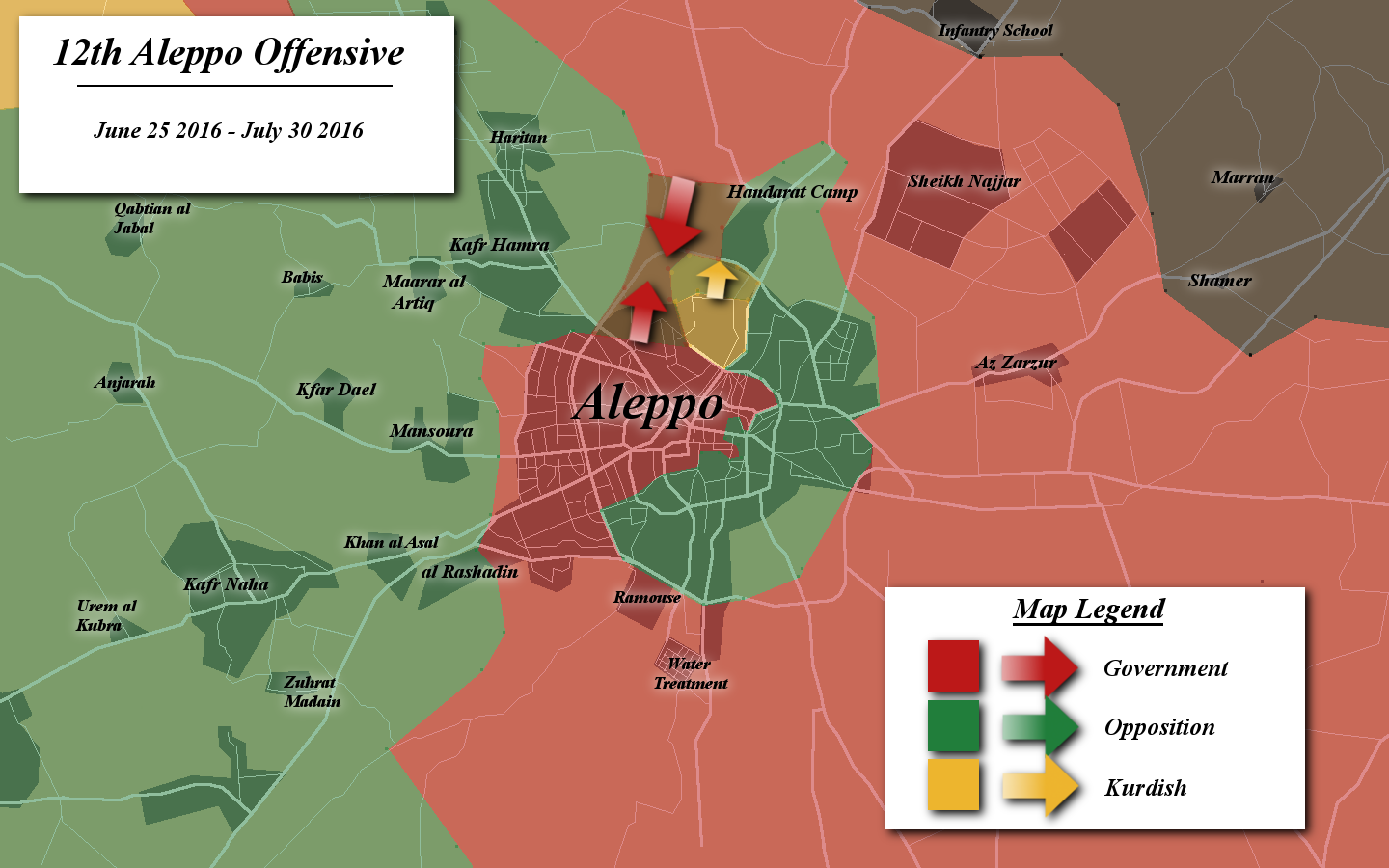
アレッポ市内の勢力図（2016年6月）
黄色がYPG、赤が政府軍、緑が反体制派。

アレッポの戦いではシリア政府軍（アサド政権）と協調し、2016年2月、ロシア空軍の支援を受け、政府軍と共にアレッポ北部を攻撃し、トルコからアレッポやイドリブ県への補給路の一つを寸断した。7月、政府軍はアレッポの反体制派支配地（アレッポ東部）を包囲した。この一度目の包囲は反体制派の反撃によって破られたが、9月には政府軍は反体制派に奪われていたアレッポ南部を再奪還し、反体制派支配地域を再包囲した。
一連の政府軍によるアレッポ東部包囲の際、YPGは支配下にあるアレッポ市北部のシャイフ・マクスード地区の北西部に隣接するサカン・シャバービー地区（ライラムーン地区の東部）で反体制派と交戦し、同地区を制圧した。
サカン・シャバービー地区は、シリア政府軍が攻略をめざしていたアレッポ市バニー・ザイド地区、ハーリディーヤ地区を見下ろす高台に位置しており、政府軍による反体制派の支配するアレッポ東部包囲の一助を担う事となり、政府軍のアレッポ戦勝利後も引き続きこれら地区の自治を継続していたが、後述のトルコ軍によるアフリーン侵攻に対する兵力の引き抜きと、支援要請に応えたアサド政権との合意に基づき2018年2月22日にこれらの地区をアサド政権に移譲した。

### 対トルコ戦争
2018年1月20日、トルコ軍はテロ集団と見なしているシリアのクルド人組織「クルド民主統一党（PYD）」の影響下にある「クルド人民防衛部隊（YPG）」をシリア北西部アフリーン（Afrin）から排除する「オリーブの枝」作戦を開始。シリア反体制派武装組織を支援する形で地上部隊を投入し、空爆と地上部隊による攻撃を開始。
これに対しYPGはアサド政権に軍事支援を要請、2月20日に民兵主体の政府軍部隊がアフリーン入りした。
3月18日、トルコ軍と反体制派がアフリーンを制圧し同市街を全面掌握。
12月28日、トルコがシリアのクルド人支配地域での軍事作戦の準備を進めるに先立ち、YPGの要請によりアサド政権が政府軍部隊をマンビジに投入。
2019年10月9日、トルコ軍と自由シリア軍はシリア領内に侵攻。クルド人民防衛隊を含めたクルド人勢力に攻撃を開始した。クルド人勢力は、ロシアを仲介役としてシリア政府軍に協力を要請しながら、トルコ軍と対抗することとなった。10月17日には、アメリカの仲介による5日間の停戦に合意したが、国境線付近からの撤収を余儀なくされた。

## 組織

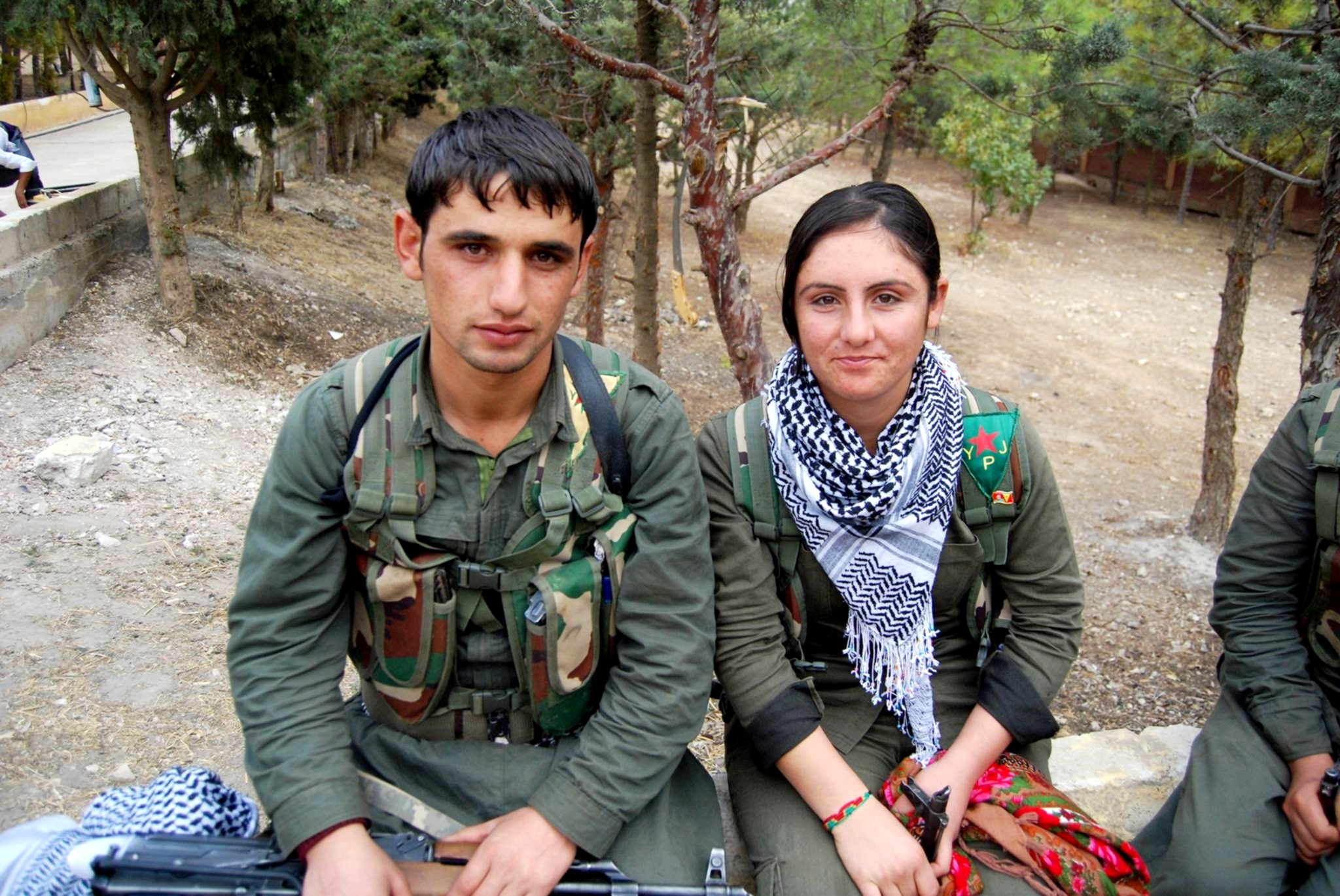
YPGおよびYPJの戦闘員

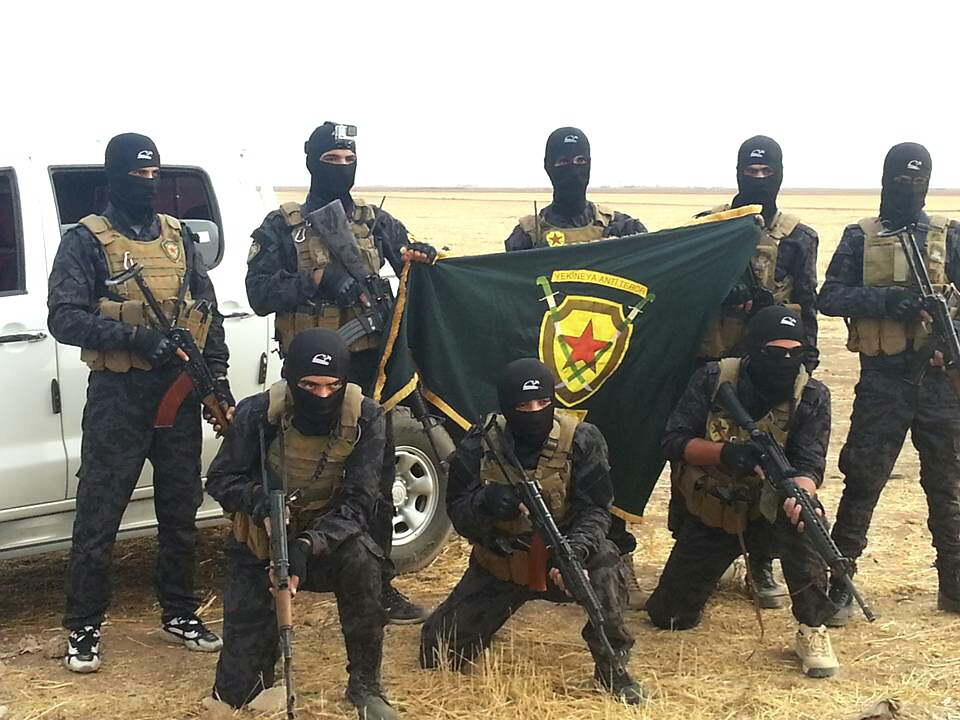
特殊部隊YATのメンバー

YPGは自分たちを民主的な人民の軍隊だと考えており、内部選挙を指揮官任命の手段としている。クルド人が圧倒的多数であるが、YPGに魅了されるアラブ人の数は増加している。その中には反政府勢力主流派から離脱した戦士も地元の混住かアラブ人の村民同様、含まれている。それらの地域民衆は地域の安全の最良の保全者であると見なしている。
多数の非クルド人クリスチャンもまたYPGの兵卒として闘っている。またYPGはアッシリア人のSutoroやSyriac Military Councilと親密な関係にある。
YPGはAK-47自動小銃など、他の中東武装勢力と同様の装備を持っているが、軍事バランスの問題からかシリア政府軍やシリアの反政府勢力に比べて諸外国の支援を十分に受けられておらず、これらからの鹵獲品も使用している。

### クルド女性防衛部隊（YPJ）
クルド女性防衛部隊（YPJ）はYPGの女性部隊である。YPJは2012年に設立された。クルドメディアは、コバニ市における対ISISの戦闘でYPJの兵士は生命線であったと評した

### 対テロ部隊
対テロ部隊（クルド語: Yekîneyên Antî Teror, YAT）は、2014年にYPGおよびYPJのメンバーより編成された特殊部隊である。米軍特殊部隊とCIAに訓練を受け、ロジャヴァ内におけるISILの潜伏細胞の排除、敵対異域での作戦行動を任務としている。

## 外国人義勇兵

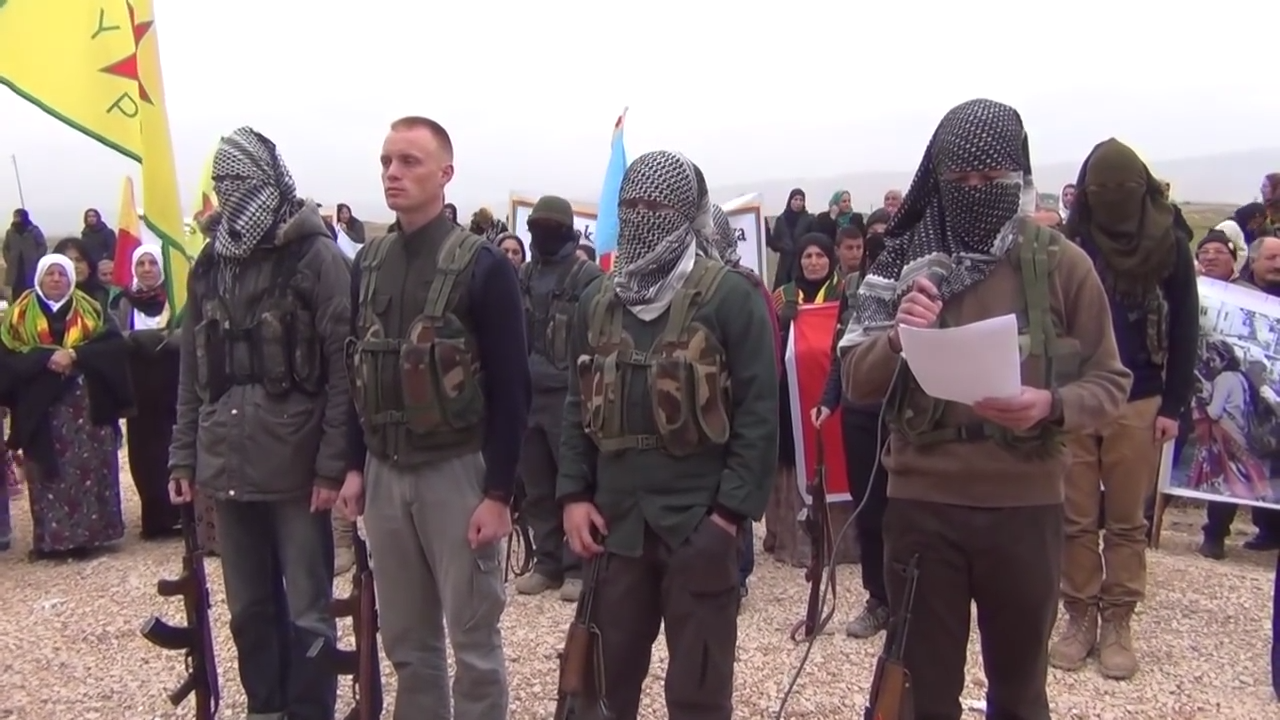
ドイツ、フランス、スペインからやってきた義勇兵

YPGには非クルド人義勇兵が参加している。その人数は不明である。彼らの多くは南北アメリカ、ヨーロッパとオーストラリアから来ている。
2014年10月21日、YPGは外国人義勇兵募集用のFacebookページ「ロジャヴァの獅子達」を開設した。あるアメリカ人は、この方法により志願したが、ISISが他の西洋人戦士に対するのと同様に、彼の首に懸賞金をかけたと主張した後、脱走しYPGを離れた。YPGと共に過ごした時に対し、彼は次のような主張と意見を述べている。「軍隊経験がなく、年齢制限もなく、また肉体的制限もかけず、誰でも連れて行くのは極めて危険である…かれらは人びとをそこへ連れて行き、銃を渡し、相棒よ幸運をと言うだけだ。」また反社会主義を脱退の理由とする義勇兵もいる。しかし、著名義勇兵であるジョーダン・マトソンは、コバネでの激烈な戦闘が脱退の理由ではないかと述べている。マトソンは「ネット上の情報に基づいて、むちゃな行動に出た『インターネット・カウボーイ』たちの大半は、ここでの戦いが通常の派兵とは違うことに気付き、戦意を喪失したのかもしれない」と述べた。
アメリカ合衆国
2014年11月時点で、YPGと共に闘っている、少なくとも10名のアメリカ人義勇兵がいた。 ジョーダン・マトソンはアメリカ陸軍に歩兵として従軍していた。 ジェレミー・ウッダードはイラクとアフガニスタン両方で従軍していた｡退役した陸軍軍人のブライアン・ウィルソンは、ラアス・アル＝アインに居る。
カナダ
少なくとも1人のカナダ人、元パトリシア王女カナダ軽歩兵連隊所属の兵士 ブランドン・グロソップが、「ロジャヴァの獅子」たちと従軍していることが知られている。
オーストラリア
オーストラリアでは、シリア内戦に関わった者はすべて起訴するという豪当局の脅しにも関わらず、元労働組合員やオーストラリア労働党ノーザンテリトリー前支部長マシュー・ガーディナーら豪州国内の左派勢力の数名がYPGに関与している。2015年2月26日に、YPGと共同行動をしている外国人義勇兵の初の死亡が公表された。死亡した28歳のアシュリー・ジョンソンは、2014年10月に人道支援要員としてキャンベラからシリア内クルディスタンに渡った。彼は後に前線戦士としてYPGに従軍することを決意した。
その他
イタリア人1人、 ギリシャ人1人と、何十人もの非クルド トルコ人（トルコとヨーロッパの移民社会両方から）もまたYPGの戦列に加わった。これらのトルコ人戦士の多くは、マルクス・レーニン主義共産党（MLKP）のメンバーである。未確認情報だが、MLKPは2012年以来義勇兵をYPGに送っているとされる。少なくとも4名が2015年2月の、うち1名はラアス・アル＝アインの戦い、3名はコバニ包囲戦で死亡している。MLKPはYPG内に左翼国際旅団をつくる意図を表明している。これはスペイン市民戦争において、スペイン第二共和政側で闘った、有名な国際旅団 をモデルにしたものだ。MLKPは2015年1月下旬にビデオを公開した。そこにはヨーロッパから来た、スペイン語やドイツ語をしゃべる数名の共産主義者義勇兵が、ジャジーラ郡の兵卒の中にいると主張するものであった。このような義勇兵グループは、6月10日より国際自由大隊として公式に再編成された。